# Ulf Karlsson (Ulv)
Ulf Karlsson (Ulv), sannolikt född 1247 eller 1248, död 1281, riddare, svenskt riksråd och under en tid Sveriges första drots. Stamfar till ätten Ulv. Han var son till Karl Karlsson (Ulv). Sigillvapen: vingad stråle (pilspets).

## Biografi
Ulf Karlsson (Ulv) föddes troligen 1247 och 1248. Han var son till Karl Karlsson (Ulv). Ulf Karlsson nämns första gången vid fredsmötet vid Göta älv 1276. Vid mötet var han en av de fyra värdsliga stormän som representerade han kung Magnus Ladulås, tillsammans med fyra biskopar. Ulf Karlsson avled 1281 och begravdes i Skänninge.
Ulf Karlsson var syssling till kungen Magnus Ladulås och känd som en av dennes förnämsta män. Han närvarade 1276 i fredsmötet vid Göta älv där han blev utsedd till Sveriges första drots:
Från kung Magnus Ladulås tid känner man tre män, vilka beklätt drotsämbetet. Ulf Karlsson var drots år 1276, Knut Matsson, vars namn vi återfinner under Skänningestadgan med den vidfogade titeln: drotset 1280 och Magnus Ragvaldsson 1288.

### Egendom
Ulf Karlsson ägde Akaerö (troligen i Oppunda härad)  och kvarnar i Torshälla.

### Familj
Ulf Karlsson varm möjligen gift med en dotter till lagmannen Karl Ingeborgasson (Lejonbalk) i Tiohärads lagsaga. De fick tillsammans barnen Ingeborg Ulfsdotter (Ulv) som var gift med riddaren, riksrådet Knut Matsson (Lejonbjälke) och riddaren, riksråd Abjörn Sixtensson (Sparre av Tofta) och riddaren, riksrådet Filip Ulfsson (Ulv).